# هنريك سيميردزكي
هنريك هيكتور سيميردزكي (بالبولندية: Henryk Hektor Siemiradzki) (24 أكتوبر 1843 - 23 أغسطس 1902)؛ رسام بولندي، كان يقيم في روما، اشتهر بفنه الأكاديمي الضخم. كان معروفًا بشكل خاص بتصويره لمشاهد من العالم اليوناني الروماني القديم والعهد الجديد، وأصبحت لوحاته منتشرة في العديد من المعارض الوطنية في أوروبا. اهتم بتصوير مشاهد من العصور القديمة، وسيطرت المشاهد الرعوية المضاءة بأشعة الشمس وأشكال حياة المسيحيين الأوائل على معظم لوحاته، كما رسم مناظر توراتية وتاريخية ومناظر طبيعية وصور شخصية لشخصيات مهمة في التاريخ المسيحي. تشمل أشهر أعماله ستائر ضخمة لمسرح لفيف للأوبرا ومسرح يوليوش سواتسكي في كراكوف.

## أعماله المشهودة
لدى سيميردزكي لوحات عديدة، أصبحت مشهودة وواسعة الانتشار، على رأسها لوحة «رقصة السيف» الموجودة في معرض تريتياكوف في موسكو، ولوحات أخرى معروضة في المتاحف الوطنية في بولندا وروسيا وأوكرانيا؛ على وجه الخصوص، في متحف سوكينيس في كراكوف، والمتحف الوطني في بوزنان، ، ومعرض لفيف الوطني للفنون وغيرها.

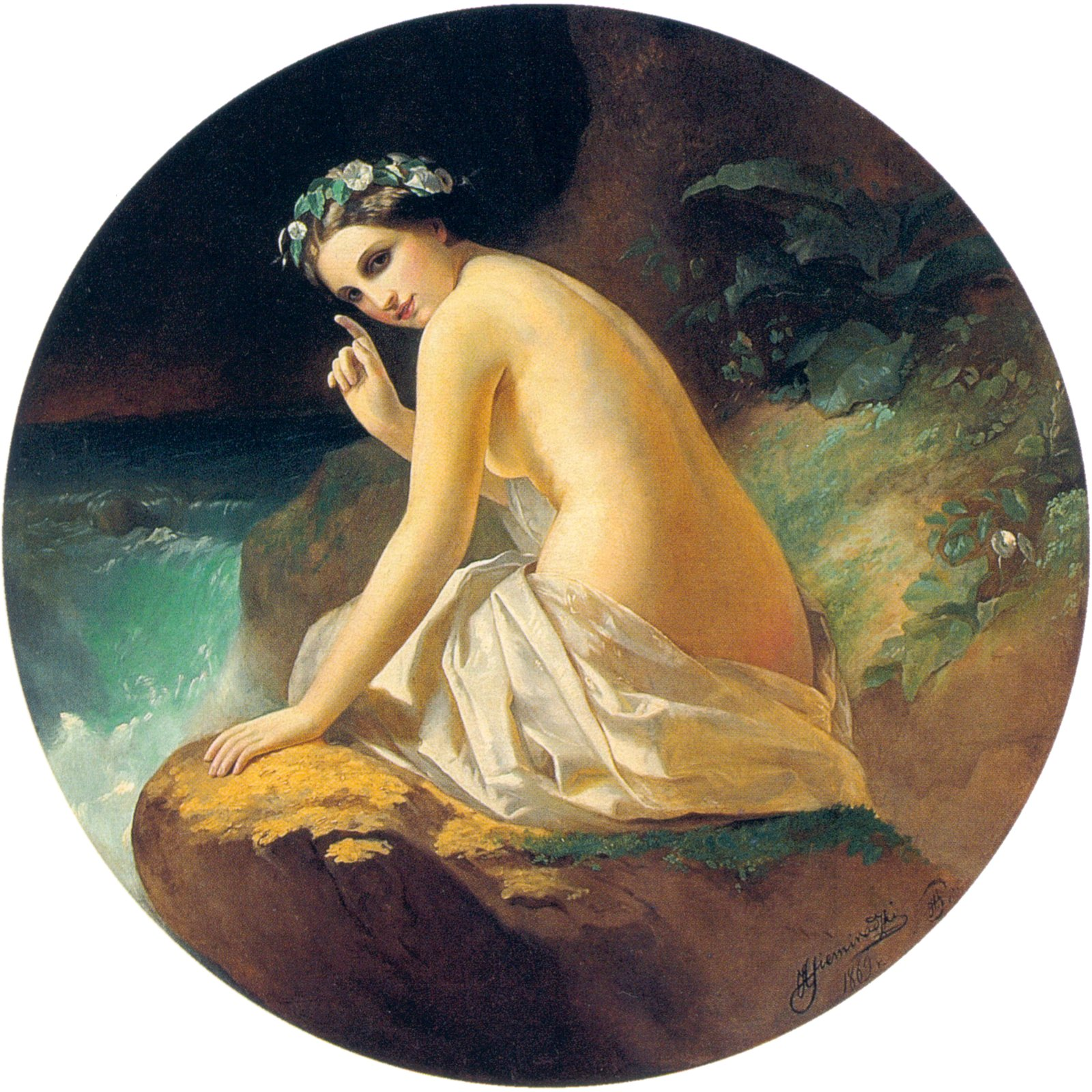
حور عين، 1869
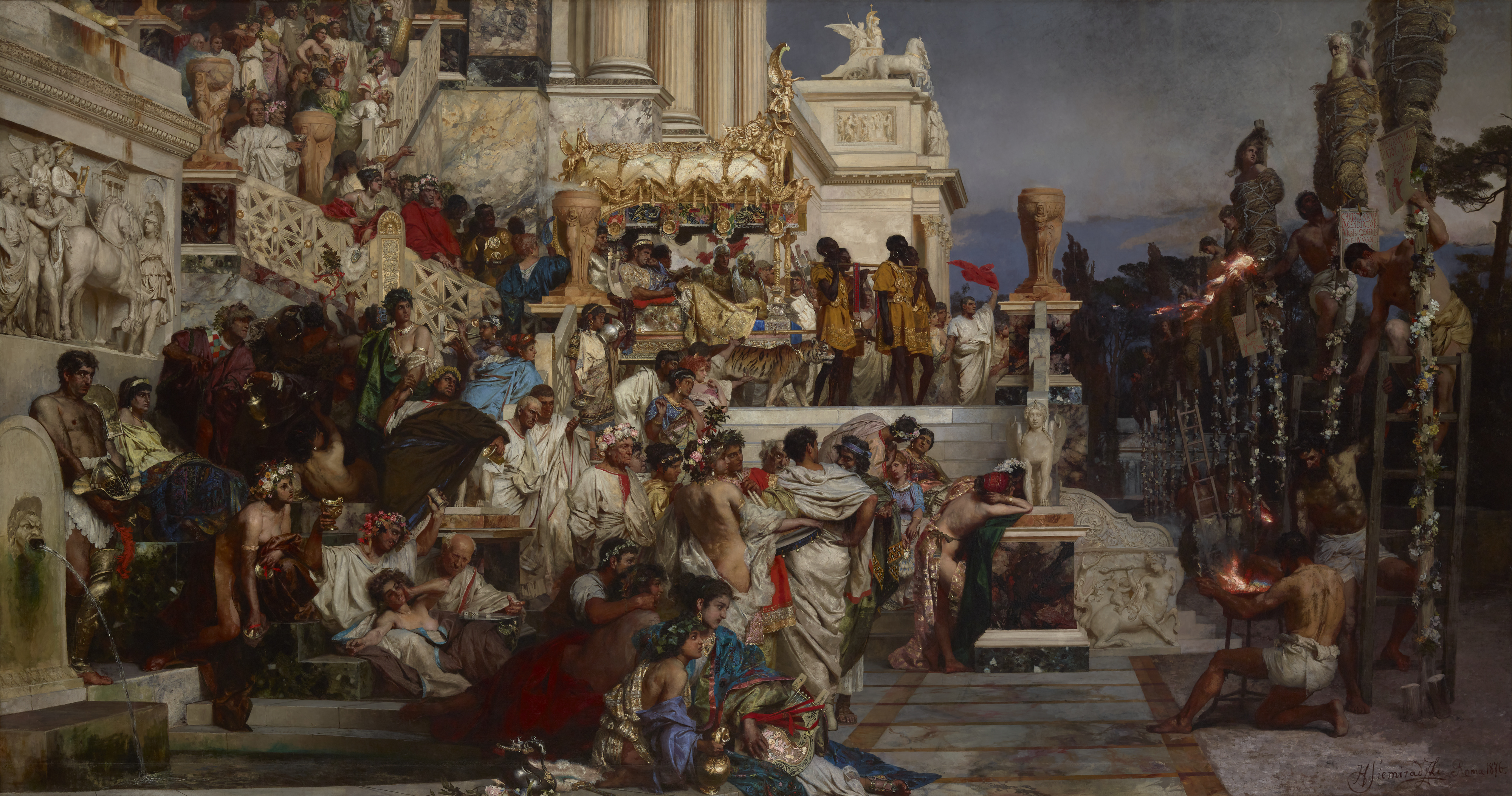
مشاعل نيرو، 1876
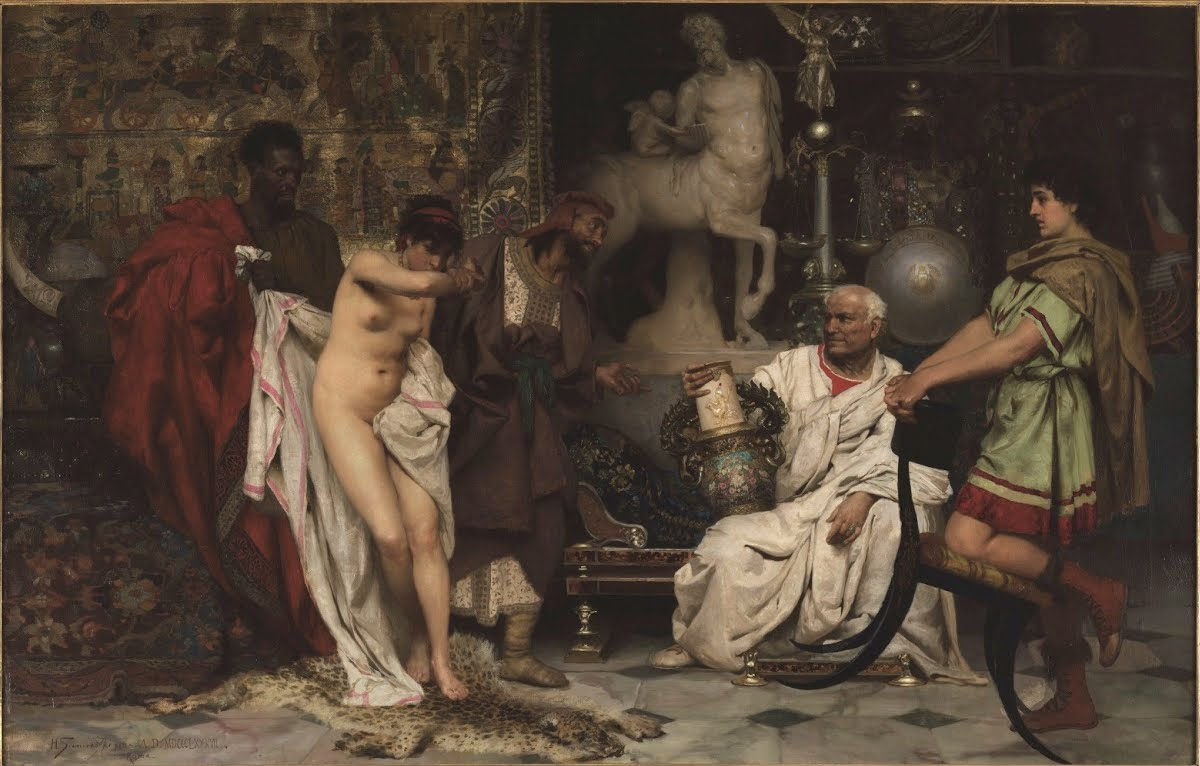
الفتاة أو المزهرية، 1878
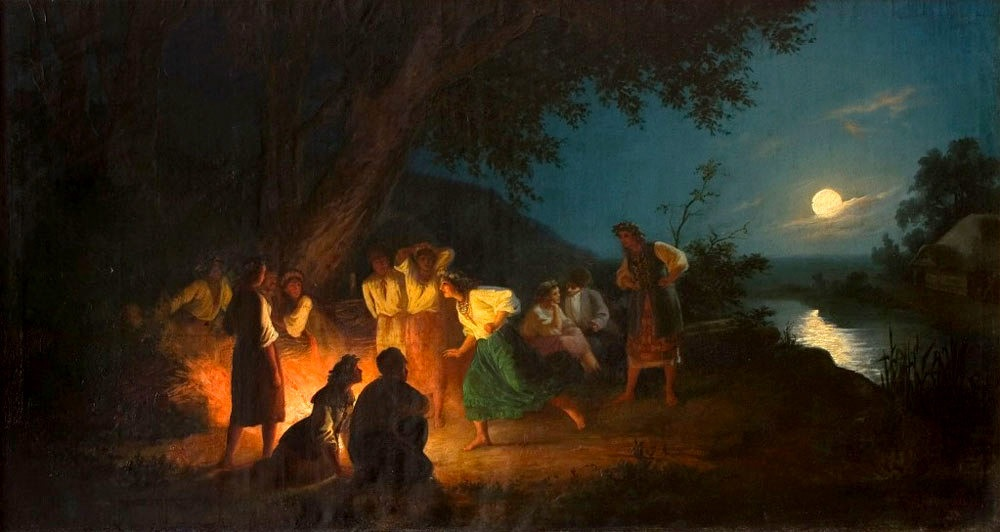
عشية ليلة إيفان كوبالا، عقد 1880
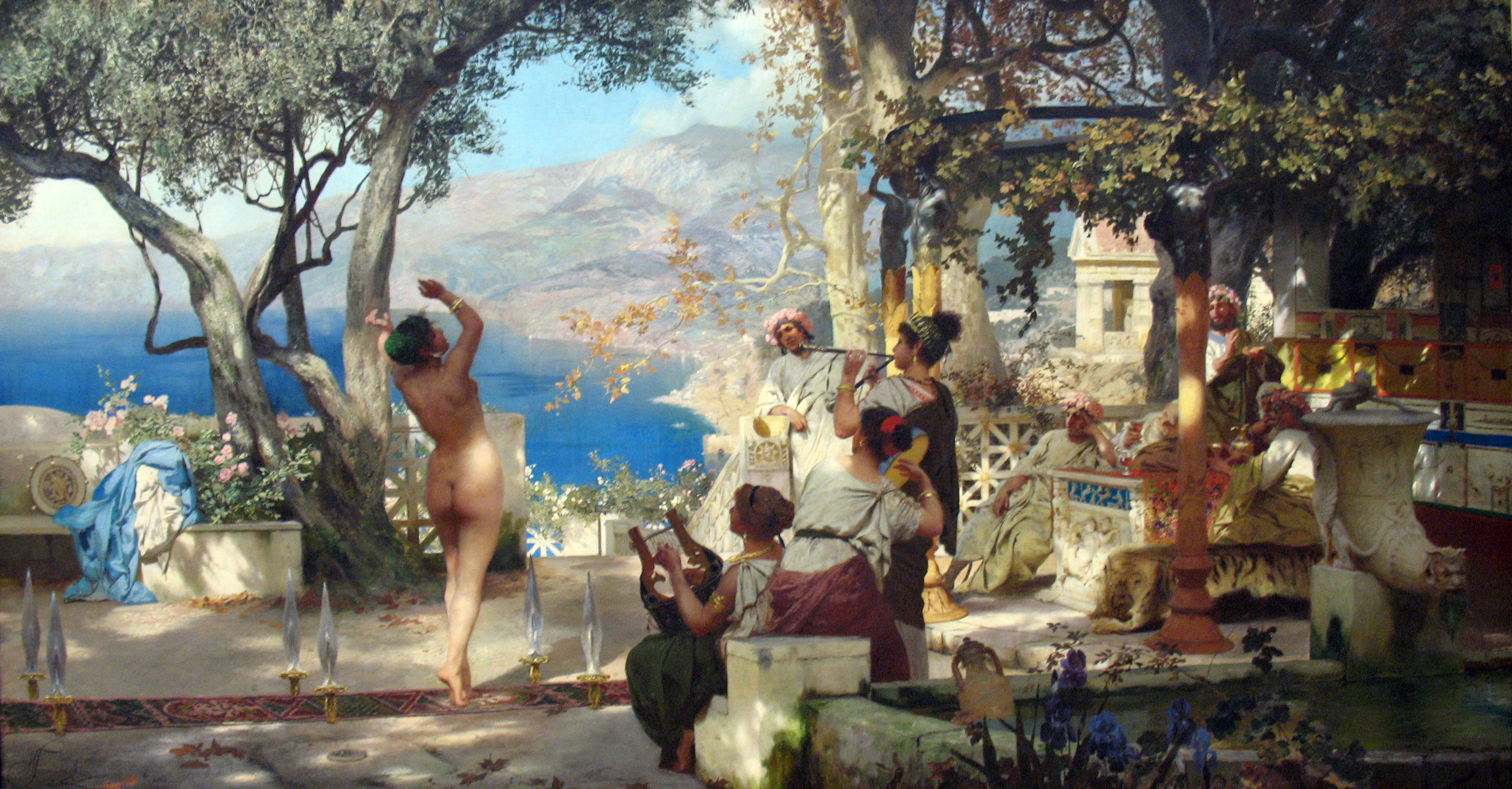
رقصة السيف، 1881
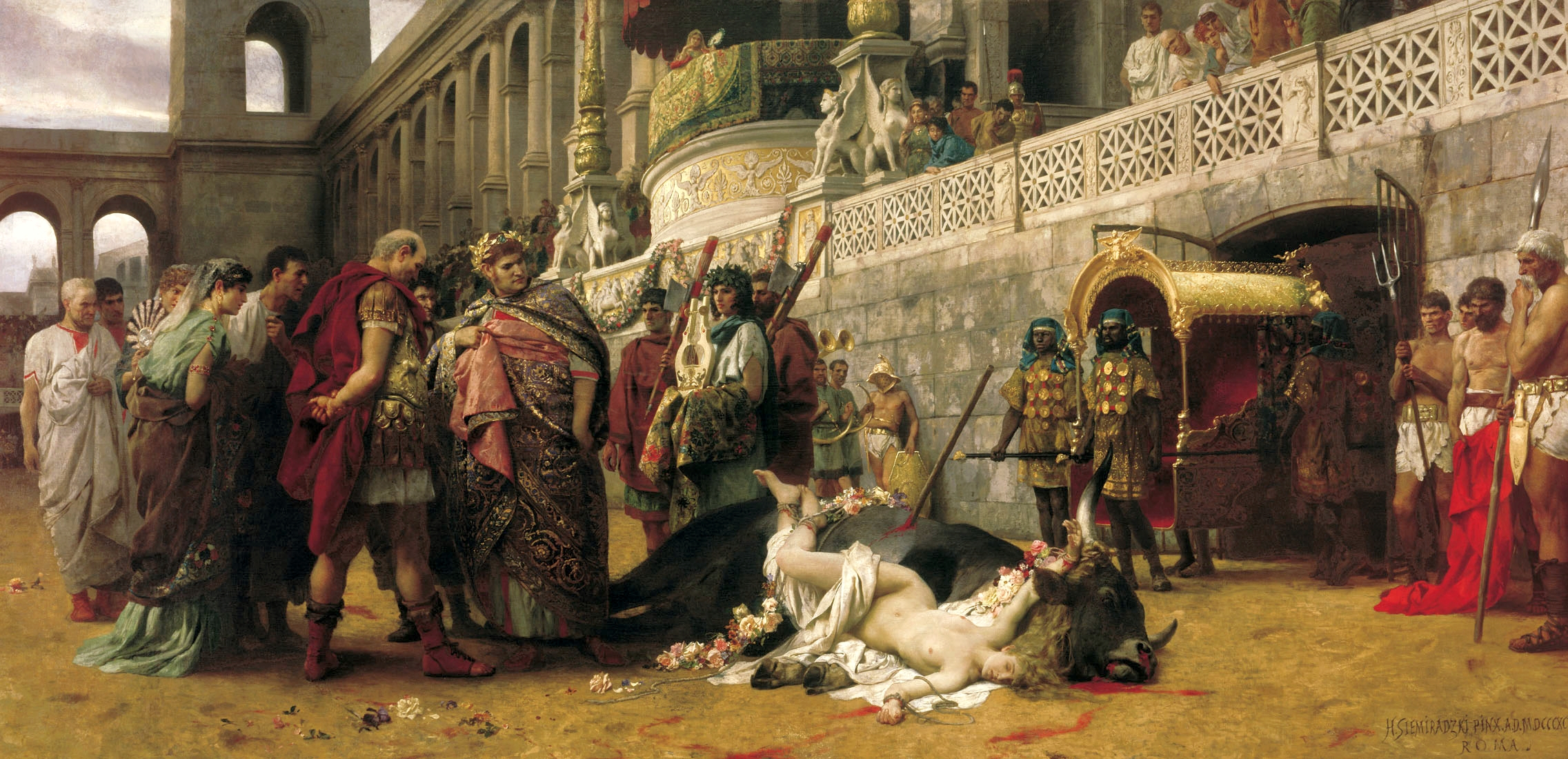
ديركي المسيحية، 1897
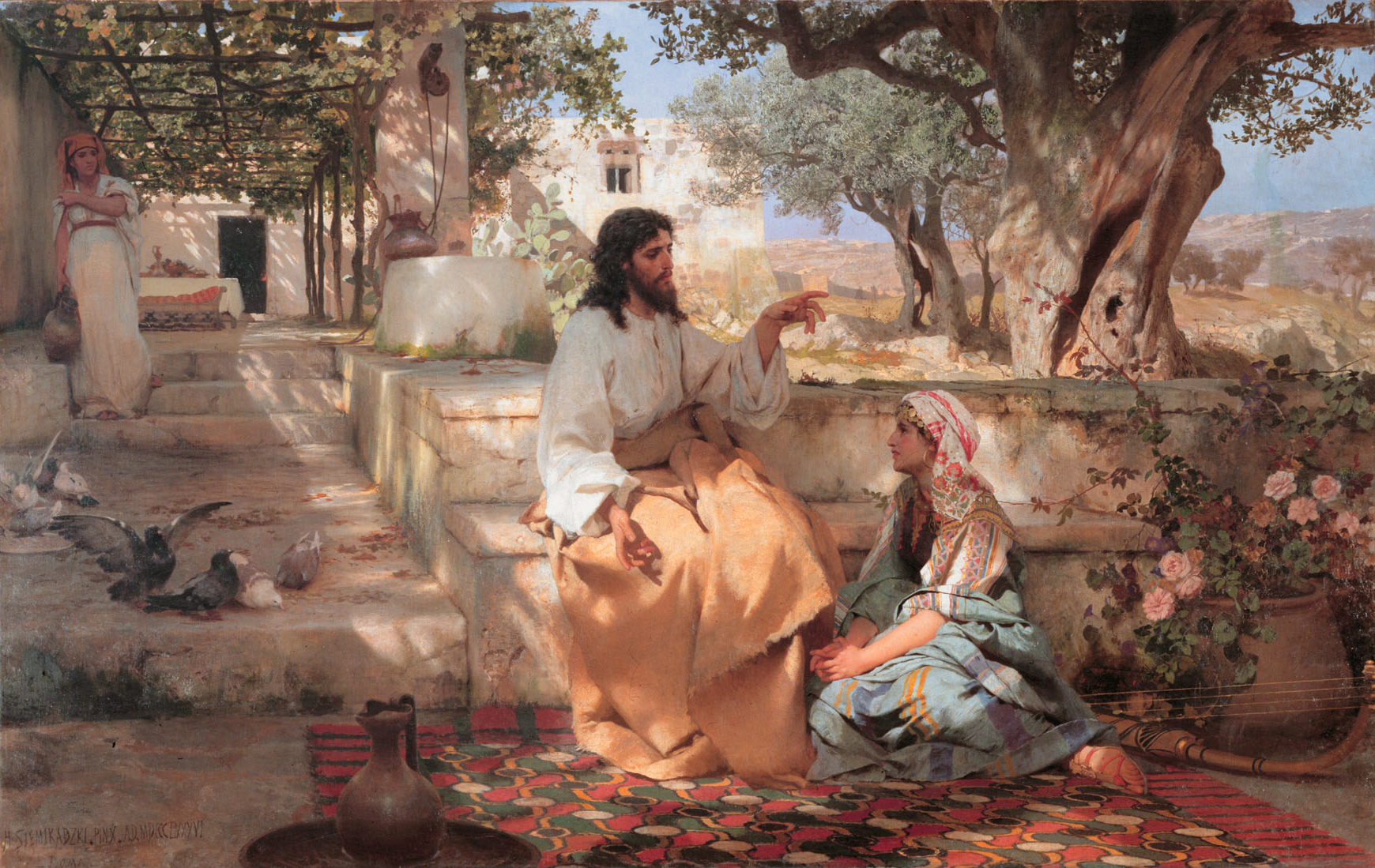
المسيح مع مرثا ومريم أخت لعازر، 1886
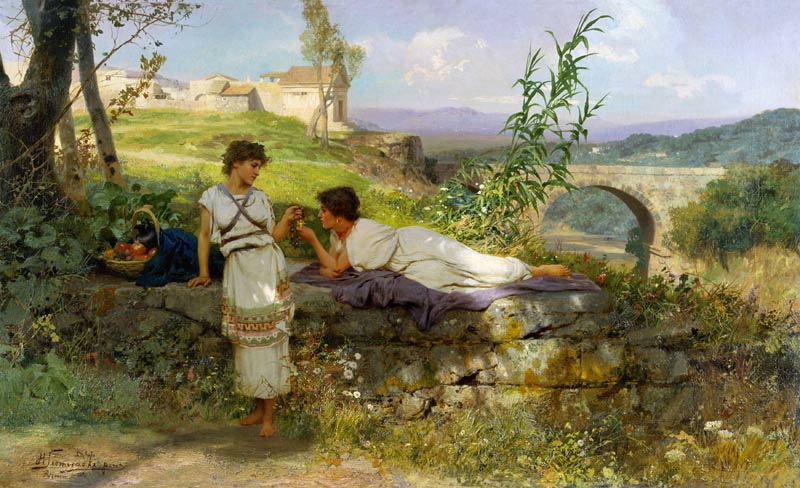
التميمة، 1880s
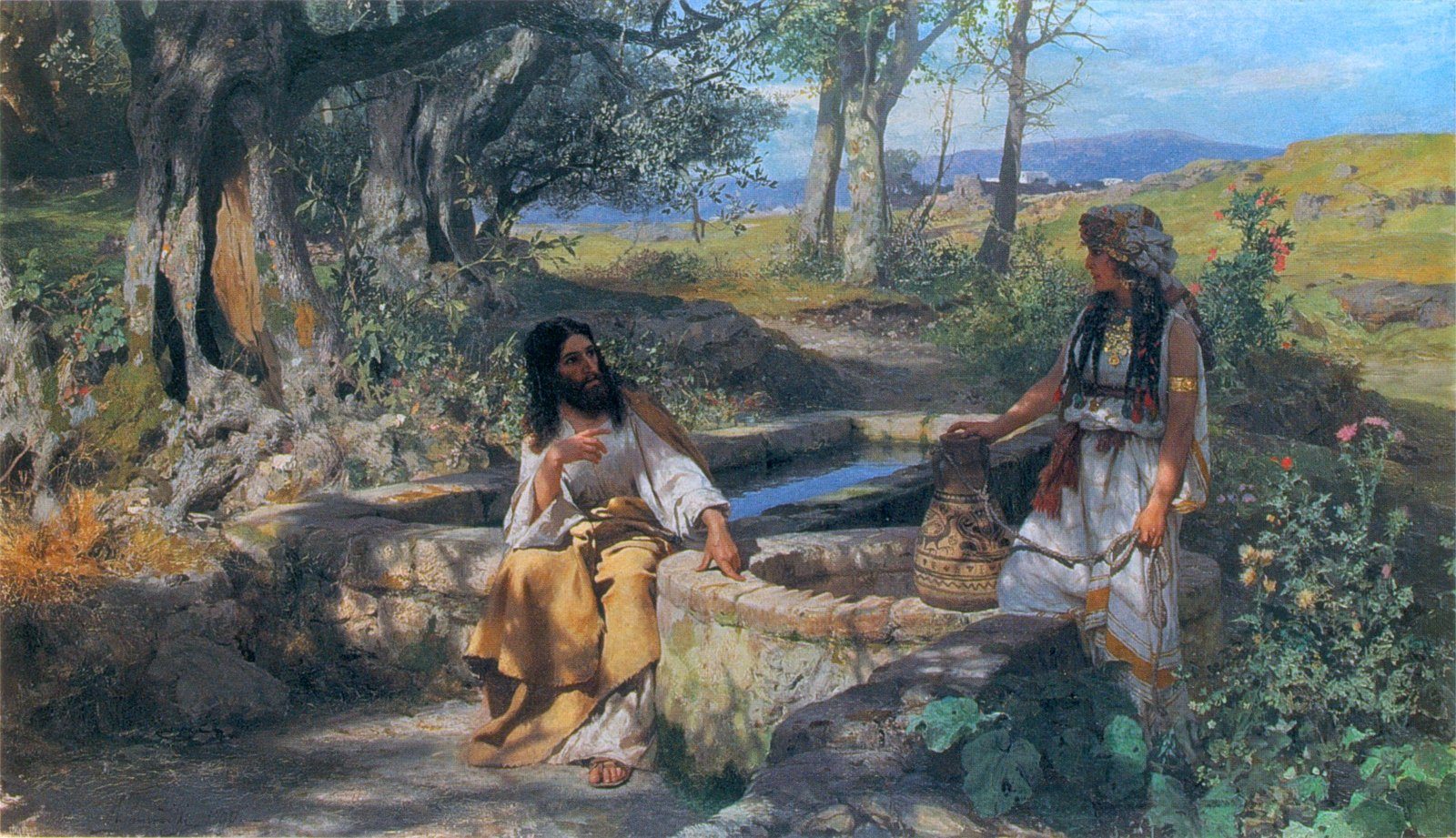
المسيح السامريون، 1890
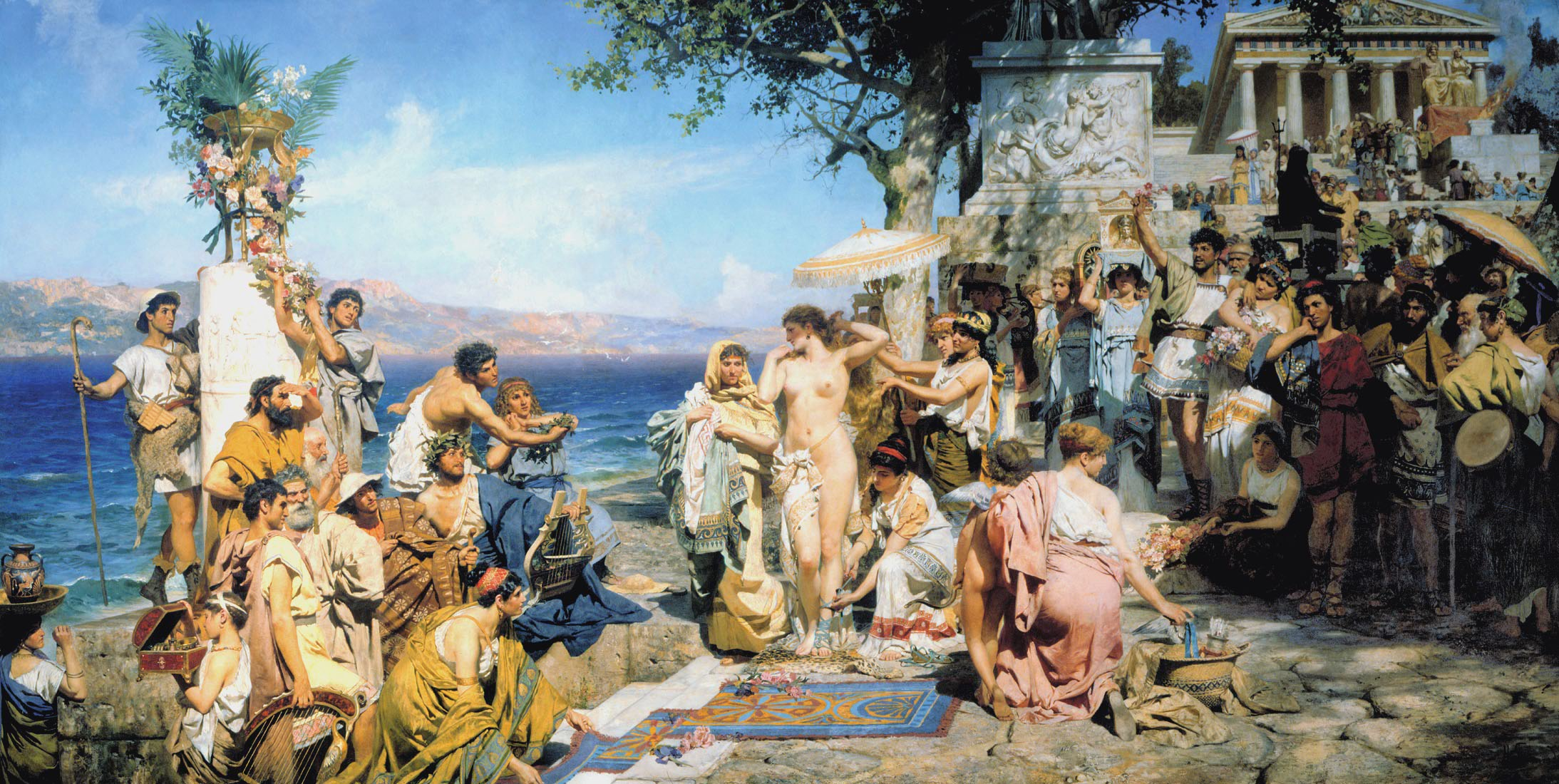
فريني في بوسيدونيا في إلفسينا، 1889
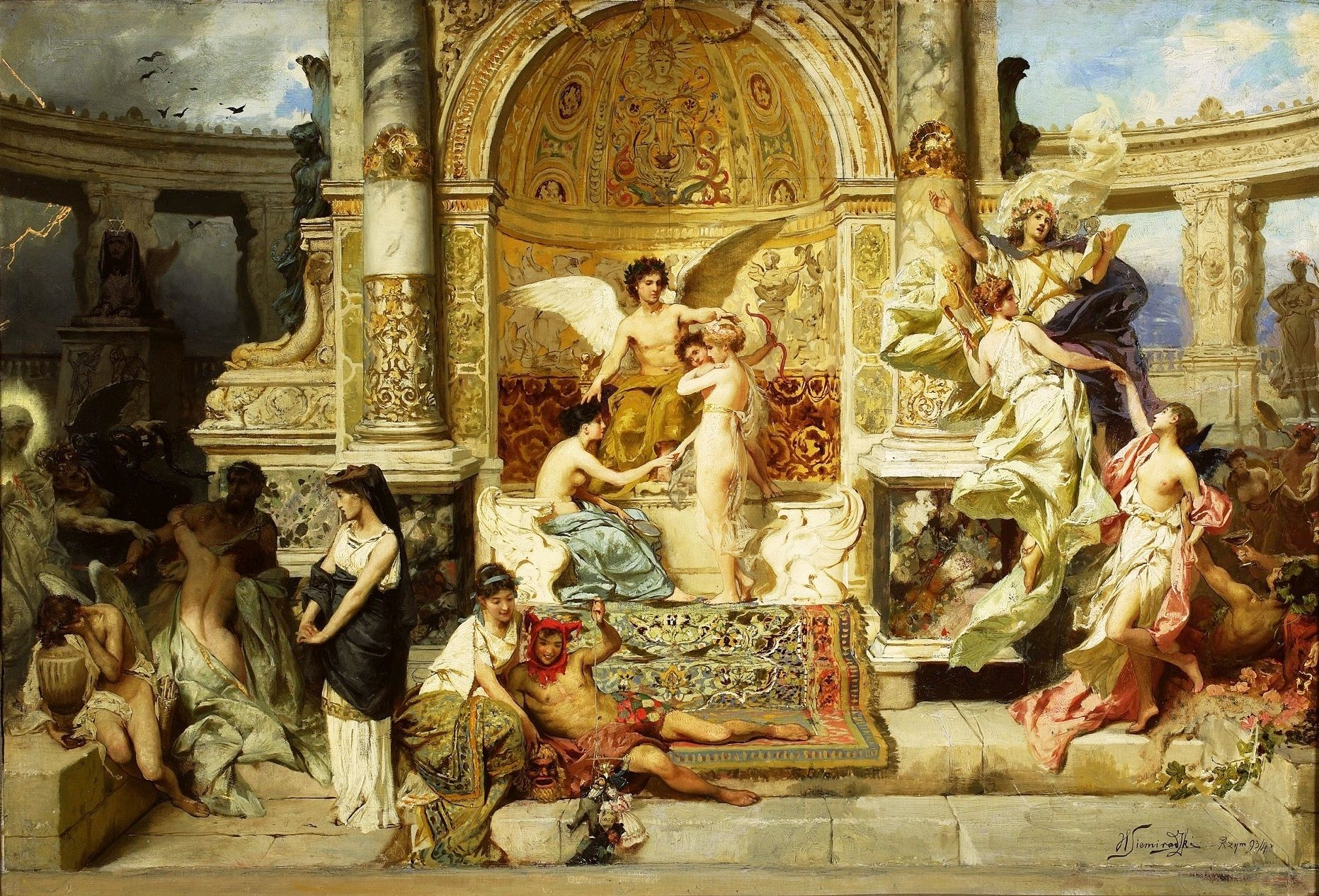
ستارة لمسرح يوليوش سواتسكي في كراكوف.
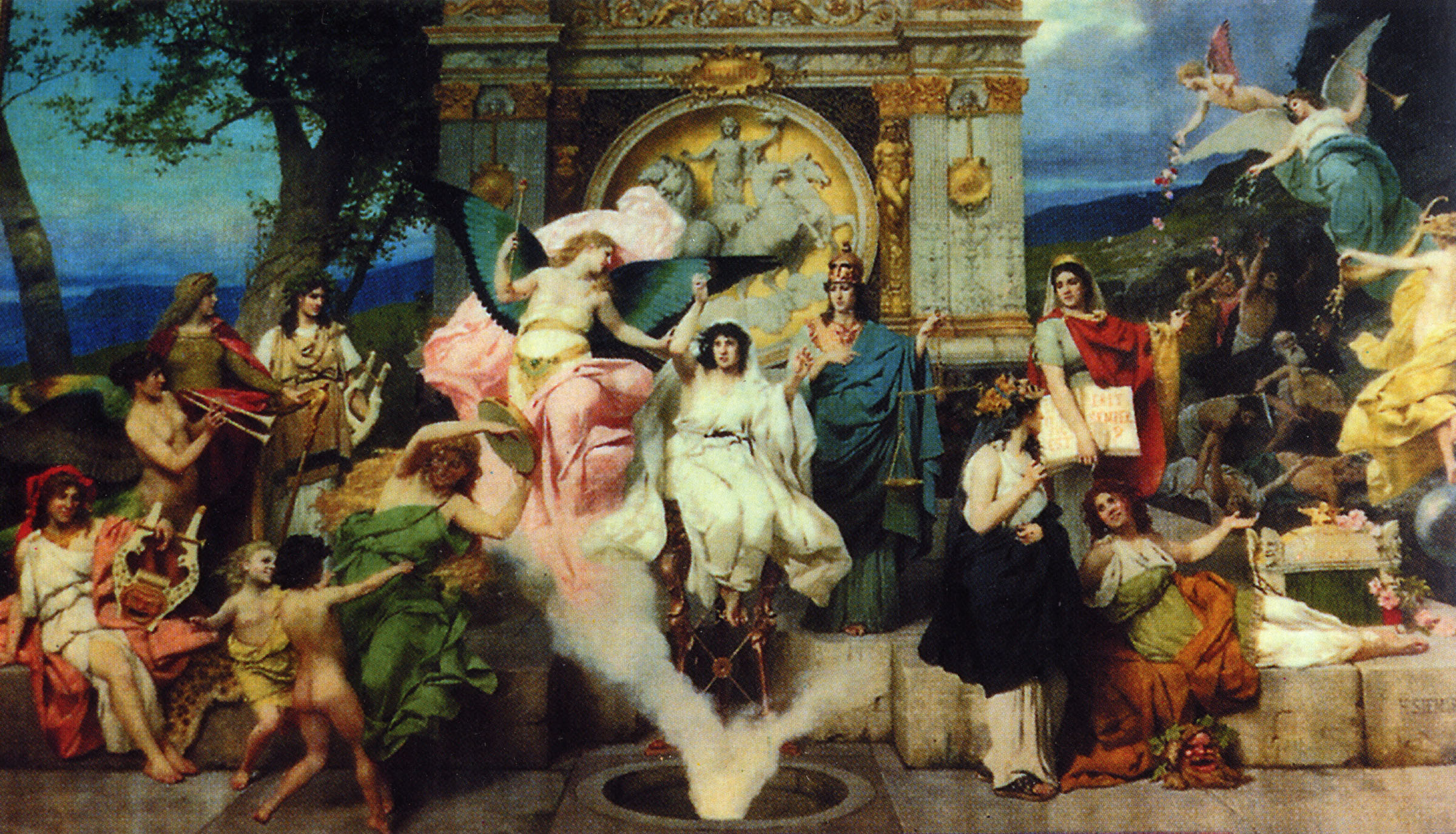
ستارة مسرح معرض لفيف الوطني للفنون.